# Friesische Inseln

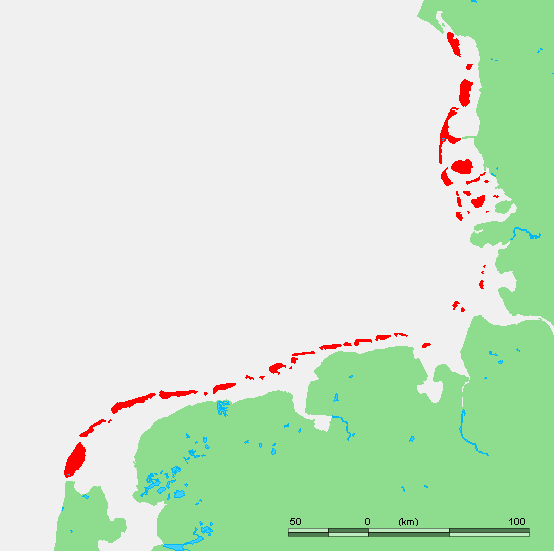
Die Friesischen Inseln von der Nordspitze Hollands bis Dänemark

Die Friesischen Inseln sind eine Inselkette an der Nordseeküste, die durch das Wattenmeer vom Festland getrennt ist. Sie erstrecken sich vom niederländischen Holland bis zum dänischen Jütland. Die meisten Inseln sind Teil der historischen Region der Frieslande, andere wie die Dänischen Wattenmeerinseln liegen außerhalb des friesischen Besiedlungsgebietes, so dass der Begriff „Friesische Inseln“ hier allein ein geografischer ist.
Die Friesischen Inseln sind in der Regel aufgebaut aus Watten, Strand, Dünen und Kern. Es kann zwischen Geest- und Marschinseln unterschieden werden. Es wird kaum noch Fischerei und Viehzucht betrieben, sondern zunehmend Tourismus und Küstenschutz. Sie gelten daher vor allem als Tourismusziel mit vielen Badeorten.
Man unterteilt die Inselgruppe in drei kleinere Inselketten:
- Die Nordfriesischen Inseln erstrecken sich von der Eidermündung bis nach Jütland und sind Teil von Nordfriesland und Dänemark. Die wichtigsten Inseln sind Sylt, Föhr, Amrum, Pellworm und die Halligen. Nordstrand ist seit 1987 eine Halbinsel. Im weiteren (geografischen) Sinne zählen auch die dänischen Wattenmeerinseln wie Fanø, Rømø, Mandø und Langli zu den nordfriesischen Inseln. Sprachlich-kulturell ist auch Helgoland als nordfriesische Insel anzusehen.
- Die Ostfriesischen Inseln reichen von der Ems- bis zur Wesermündung und sind Teil von Ostfriesland und dem oldenburgischen Friesland. Die wichtigsten Inseln sind Borkum und Norderney.  Daneben gehören auch Baltrum, Juist, Langeoog, Spiekeroog und Wangerooge dazu.[2]
- Die Westfriesischen Inseln liegen zwischen Holland und der Emsmündung und sind Teil der niederländischen Provinzen Noord-Holland, Fryslân und Groningen. Die wichtigsten Inseln sind Texel, Vlieland, Terschelling, Griend, Ameland und Schiermonnikoog.[1]
- Weiterhin zählen die Inseln der küstennahen Helgoländer Bucht von Eiderstedt über die Elb- und Wesermündung bis Wilhelmshaven ebenfalls zu den Friesischen Inseln, auch wenn sie keiner der drei Untergruppen direkt zugeordnet sind. Die wichtigsten Inseln sind Trischen, Scharhörn und Neuwerk.